# Fissidens incurvus
Fissidens incurvus är en bladmossart som först beskrevs av Sullivant, och fick sitt nu gällande namn av Coe Finch Austin 1870. Fissidens incurvus ingår i släktet fickmossor, och familjen Fissidentaceae. Inga underarter finns listade i Catalogue of Life.